# Archidiocèse de Maputo
L'archidiocèse métropolitain de Maputo est une circonscription ecclésiastique de l'Eglise catholique au Mozambique, C'est l'un des trois archidiocèses du pays. il est situé dans le Sud du pays. Son siège est à Maputo, capitale administrative et ville la plus peuplée du pays, située dans la province de Maputo. Il a été érigé en 1612, par bifurcation du Diocèse de Goa.
Les diocèses suffragants sont Inhambane et Xai-Xai. Il a été érigé en archidiocèse le 18 septembre 1976, à partir de l'archidiocèse de Lourenço Marques (ancien nom de Maputo).
L'archevêque actuel est Mgr Francisco Chimoio.